# 深圳革命烈士纪念碑

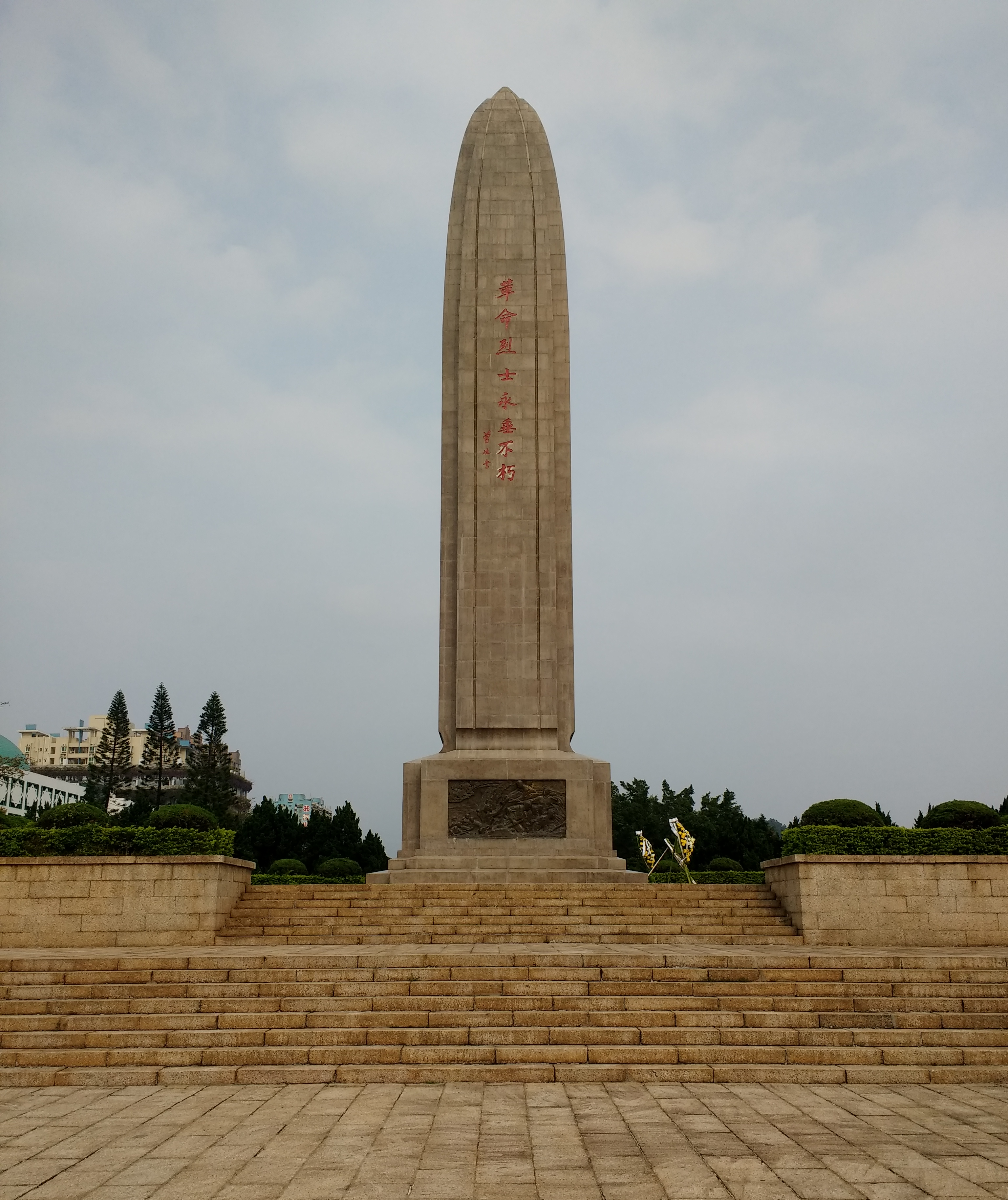
深圳革命烈士纪念碑

深圳革命烈士纪念碑，又称深圳市革命烈士纪念碑，前称宝安县人民革命烈士纪念碑，是深圳市文物保护单位之一，位于中国广东省深圳市福田区深圳革命烈士陵园内。纪念碑建于1955年，后在1987年迁至现址并改为现名，1988年7月27日列入市级文物保护单位。

## 历史
宝安县人民革命烈士纪念碑由宝安县人民委员会建于1955年8月1日，本来位于市中心红岭广场内。为了配合深圳市整体规划需要，并纪念殁于全深圳市以至港九地区的烈士，深圳市人民政府在1983年8月决定把纪念碑迁至福田区深圳革命烈士陵园内，并易名为深圳革命烈士纪念碑。1987年3月25日，深圳市民政局局长张兆棠宣布已经完成纪念碑迁址首期工程，并把揭幕典礼订于同年4月1日举行。纪念碑如期由深圳市市长李颢主持揭幕，原东江纵队司令员曾生及多名深圳市委领导皆有出席。纪念碑在1988年4月列入广东省级重点烈士纪念建筑物保护单位，1988年7月27日列入深圳市文物保护单位，1995年2月列入深圳市爱国主义教育基地。

## 结构及设计
革命烈士纪念碑占地45,000平方米，坐落陵园正中央。纪念碑结构可分为台基、碑座、碑身三部分，合共高27米。台基有两层，呈正方形，下层高1.2米、边长35.46米，上层高1.1米、边长23米。碑座为边长7米的正方柱体，北侧面为铜铸碑文浮雕，西侧面为中国抗日战争场景浮雕，东侧面为描绘中国共产党在香港日占时期营救爱国人士和外国人的浮雕，南侧面为第二次国共内战场景浮雕。碑身以高级花岗岩建成，顶部呈四棱锥形，侧面设计在迁址后有所更动：迁址前，正面有“宝安县人民革命烈士纪念碑”字样，两側分别书有“求解放英勇杀敌万人景仰”和“为革命光荣牺牲千古留名”；迁址后，正面刻有原东江纵队司令员曾生书写的“革命烈士永垂不朽”字样，另外三个侧面共刻上1,039个烈士姓名。纪念碑由航天部第七设计研究院负责设计，整体造型及碑座浮雕由雕塑家张松鹤设计和塑造，碑座铜铸碑文由书法家秦鄂生题写。